# هارون زاكس
هارون زاكس (بالإنجليزية: Aaron Sachs)‏ هو مؤرخ أمريكي، ولد في 1969.